# Narziss och Goldmund
Narziss och Goldmund (ty. orig. Narziß und Goldmund) är en roman av Hermann Hesse. Den publicerades ursprungligen i tidskriften Neue Rundschau 1929-1930, i bokform 1930.